# Scott Colomby
Scott Colomby (ur. 19 września 1952 w Brooklynie) – amerykański aktor.

## Życiorys
Jego matka, aktorka teatralna Lee, była pochodzenia filipińskiego, a ojciec, Harry, agent jazzowy, menadżer i nauczyciel, był niemieckim żydowskim imigrantem, który pod koniec lat 30. XX wieku przeprowadził się do Stanów Zjednoczonych. Gdy Scott Colomby uczęszczał do szkoły podstawowej, jego rodzina przeprowadziła się do Los Angeles. W 1970 ukończył Beverly Hills High School i uczęszczał na zajęcia teatralne w szkole Immaculate Heart.

## Filmografia

### Filmy
- 1980: Golfiarze jako Tony D’Annunzio
- 1982: Świntuch jako Brian Schwartz
- 1983: Świntuch – następnego dnia jako Brian Schwartz
- 1985: Świntuch 3: Zemsta jako Brian Schwartz
- 1998: W akcie desperacji jako policjant patrolowy
- 1998: Jack Frost jako Scott (Bass)

### Seriale
- 1965: Dni naszego życia jako José Torres
- 1974: Ironside jako Tony Parkos
- 1975: Ulice San Francisco jako Bobby Tilton
- 1977: Aniołki Charliego jako sierżant Tommy Anders
- 1986: Drużyna A jako Frank
- 1989: Dirty Dancing jako Flash Dinetti
- 1989: Detektyw Hunter jako Sonny Ruiz
- 1989: Pokolenia jako Todd
- 1994: RoboCop jako Albert Delorio
- 1994: Nowe przygody Supermana jako dr Derek Camden
- 1996: Strażnik Teksasu jako Savage
- 1999: Gorączka w mieście jako Danny „Węgorz” Bledsoe